# Meurtres à Lille
Pour plus de détails, voir Fiche technique et Distribution.
Meurtres à Lille est un téléfilm franco-belge réalisé par Laurence Katrian en 2018, et faisant partie de la collection Meurtres à...,.
Cette fiction est une coproduction de Superwoman Production, Picture Box, Fontana et la RTBF (télévision belge), réalisée avec la participation de France télévisions et le soutien de la région Hauts-de-France.
Elle fait partie des 10 épisodes phares sélectionnés par la RTBF pour célébrer les 10 ans de la collection et diffusés pendant 6 mois sur Auvio.

## Synopsis
Alors que l'exposition consacrée au sculpteur lillois Victor Maurin (Christian Vantomme) se met en place au musée « La Piscine » de Roubaix, celui-ci est retrouvé mort, à quelques heures de l'ouverture au public. Dépêchée par la jeune substitut du procureur dont c’est la première affaire, la commandante Caroline Flament (Annelise Hesme) arrive de Paris pour mener l’enquête. En poste à Lille, le capitaine William Henry (Loup-Denis Elion) prend ombrage de l'arrivée de cet officier supérieur parisien, laissant présager de futures tensions au sein du tandem d'enquêteurs.
 Cette nouvelle mission est l'occasion pour Caroline de revenir dans la ville où elle a grandi et de retrouver son amie d'enfance, Astrid d'Armentières (Elsa Lunghini). Mais cette dernière n'est autre que la scénographe du sculpteur assassiné et la mère d'Oscar (Axel Auriant), qui effectuait un stage aux côtés de Victor Maurin, et dont la petite amie, Adèle (Milena Sansonetti), était l'un des modèles de l'artiste. L'enquête s'annonce difficile.

## Fiche technique
- Titre original : Meurtres à Lille
- Réalisation : Laurence Katrian
- Scénario : Isabel Sebastian
- Musique : François Staal
- Photographie :
- Production : Superwoman Production, Picture Box, Fontana et la RTBF (télévision belge)
- Pays de production :  France /  Belgique
- Langue : Français
- Genre : Policier
- Durée : 95 minutes
- Dates de première diffusion télévision: 
  -  Suisse : 26 octobre 2018 sur RTS Un
  -  Espagne : 25 novembre 2018
  -  Belgique : 11 décembre 2018 sur La Une[4]
  -  Luxembourg : 11 décembre 2018
  -  France : 28 septembre 2019 sur France 3

## Distribution
- Annelise Hesme : Caroline Flament
- Loup-Denis Elion : William Henry
- Elsa Lunghini : Astrid d'Armentières
- Éva Darlan : Violaine Maurin
- Maryne Bertiaux : Substitut
- Adèle Choubard : Chloé Grimbert
- Axel Auriant : Oscar d'Armentières
- Christian Vantomme : Victor Maurin
- Vincent Colombe : Édouard Arrias
- Milena Sansonetti : Adèle Laforge
- Erik Stouvenaker : Alexandre Jansens
- Saverio Maligno : Le patron du restaurant

## Lieux de tournage
Les communes de Lille et de Roubaix (et leurs environs) ont accueilli le tournage de Meurtres à Lille du 11 juin au 9 juillet 2018.
La Piscine, le musée d'art et d'industrie de Roubaix, en a été le cadre principal. 
Installé dans une ancienne piscine de style art déco, construite entre 1927 et 1932, d'où son surnom, le musée est au cœur de l'intrigue du téléfilm, accueillant entre ses murs le meurtre qui déclenche l'enquête policière. De même, l'une des scènes finales annonçant son dénouement se déroule devant la splendide verrière en forme de demi-lune qui éclaire le bassin du bâtiment principal.

## Accueil critique
Le magazine belge Moustique trouve le téléfilm « à l'image des autres épisodes de la série, un agréable divertissement qui devrait fédérer son public ».

## Audience
- France : 4,171 millions de téléspectateurs (1re diffusion France 3, 28 septembre 2019) (22,0 % de part d'audience)[6]